# Creedence Clearwater Revival (альбом)
Creedence Clearwater Revival — дебютный студийный альбом американской рок-группы Creedence Clearwater Revival, выпущенный 5 июля 1968 года звукозаписывающей компанией Fantasy Records.

## Об альбоме
Прежде чем добиться успеха в мире поп-музыки, группа с начала 1960-х годами выступала под названием The Golliwogs, выпустив множество синглов. В 1967 году Сол Зэнц купил Fantasy Records и предложил группе записать полноформатный альбом при условии, что они поменяют название, ему оно очень не нравилось. Отчасти из-за расового содержания в названии, все четверо с готовностью согласились, придумав Creedence Clearwater Revival. Другим условием стали авторские права на песни. В книге Хэнка Бордовица Bad Moon Rising: The Unauthorized History of Creedence Clearwater Revival приводится комментарий басиста Стю Кука: «Леннон и Маккартни также никогда не владели авторскими правами на свои композиции. Когда вы находитесь на дне, вы заключаете самую выгодную сделку, какую только можете».
Синглами из альбома вышли «I Put a Spell on You» (#58, 1968) и «Suzie Q» (1968). Альбом поднялся до 52-й позиции в Billboard Top LP’s.
В «Suzie Q» (записанной 19 января 1968 года) вокал Джона Фогерти звучит в первом и третьем куплетах, вокал Тома Фогерти — во втором.
«Porterville» был записан в октябре 1967 года и был выпущен синглом The Golliwogs в ноябре. «Walk on the Water» — переработанная версия песни, выпускавшейся синглом The Golliwogs в 1966 году.
В альбом вошли три кавер-версии: «I Put a Spell on You» (Скримин Джей Хокинс), «Suzie Q» (Элинор Бродуотер, Дейл Хокинс, Стенли Льюис) и «Ninety-Nine and a Half (Won’t Do)» (Стив Кроппер, Эдди Флойд, Уилсон Пикетт).

## Список композиций
Слова и музыка всех песен — написаны Джоном Фогерти, если не указано иное.
| №  | Название               | Автор(ы)                                    | Длительность |
| -- | ---------------------- | ------------------------------------------- | ------------ |
| 1. | «I Put a Spell on You» | Скримин Джей Хокинс                         | 4:25         |
| 2. | «The Working Man»      |                                             | 3:02         |
| 3. | «Suzie Q»              | Элинор Бродуотер, Дейл Хокинс, Стенли Льюис | 8:34         |

| №  | Название                            | Автор(ы)                                | Длительность |
| -- | ----------------------------------- | --------------------------------------- | ------------ |
| 1. | «Ninety-Nine and a Half (Won’t Do)» | Стив Кроппер, Эдди Флойд, Уилсон Пикетт | 3:35         |
| 2. | «Get Down Woman»                    |                                         | 3:02         |
| 3. | «Porterville»                       |                                         | 2:13         |
| 4. | «Gloomy»                            |                                         | 3:48         |
| 5. | «Walk on the Water»                 | Джон Фогерти, Том Фогерти               | 4:16         |

## Участники записи
Список составлен в соответствии с информацией базы данных Discogs.

| Creedence Clearwater Revival: - Джон Фогерти — вокал, соло-гитара - Том Фогерти — ритм-гитара, вокал, - Стю Кук — бас-гитара - Дуг Клиффорд — ударные | Технический персонал: - Сол Зэнц — продюсер - Уолт Пэйн — звукоинженер - Лори Клиффорд — обложка - Ральф Флинн — фотограф - Ральф Дж. Глисон — автор текста для буклета |

## Позиции в хит-парадах и сертификации
| Год первого появления | Хит-парад                | Высшая позиция | Пребывание в чарте |
| --------------------- | ------------------------ | -------------- | ------------------ |
| 1968                  | США (Billboard Top LP’s) | 52             | 73 недели          |
| 1968                  | Япония (Oricon)          | 92             | нет данных         |
|                       |                          |                |                    |
| 1996                  | Норвегия (VG-lista)      | 29             | 9 недель           |

| Регион                                                      | Сертификация | Продажи    |
| ----------------------------------------------------------- | ------------ | ---------- |
| США (RIAA)                                                  | Платиновый   | 1 000 000^ |
| ^ Данные о тиражах приведены только на основе сертификации. |              |            |